# چان دوک‌لیونگ
چان دوک‌لیونگ (ویتنامی: Trần Đức Lương؛ زادهٔ ۵ مه ۱۹۳۷ – درگذشتهٔ ۲۰ مه ۲۰۲۵) یک سیاست‌مدار اهل ویتنام بود که از ۱۹۹۷ تا ۲۰۰۶ رئیس‌جمهور این کشور بود.
چان دوک‌لیونگ در ۲۰ مه ۲۰۲۵، در سن ۸۸ سالگی درگذشت.